# エマニュエル・ハウ (第2代ハウ子爵)
第2代ハウ子爵エマニュエル・スクロープ・ハウ（英語: Emanuel Scrope Howe, 2nd Viscount Howe、1699年ごろ – 1735年3月29日）は、グレートブリテン王国の政治家、アイルランド貴族。1722年から1732年まで庶民院議員を務めたが、選挙活動による財政難により1732年に議員を辞して、代わりに実入りのいいバルバドス植民地総督に就任した。1735年にバルバドスで死去した。

## 生涯
初代ハウ子爵スクロープ・ハウと2人目の妻ジュリアナ（Juliana、1665年10月30日洗礼 – 1747年9月10日、第3代アリントン男爵ウィリアム・アリントンの娘）の次男（長男ジョン・スクロープは早世）として、1699年ごろに生まれた。
1713年1月26日に父が死去すると、ハウ子爵位を継承した。
1722年イギリス総選挙でノッティンガムシャー選挙区から出馬した。ノッティンガムシャーの現職議員は2名ともにトーリー党所属だったが、ハウ子爵とロバート・サットンはホイッグ党の代表として出馬、それぞれ1,339票と1,349票を得て現職議員2名を下した。選挙戦に費やした支出は大きく、1727年イギリス総選挙では両党が妥協することになり、トーリー党はサットンとハウを無投票で当選させ、その見返りとしてノッティンガム選挙区とイースト・レットフォード選挙区でそれぞれ1議席を指名した。
議会では野党派ホイッグ党に属したとされ、1730年と1732年に野党側で投票した記録が残っている。1722年の選挙活動により家計が傾き、1732年には初代ニューカッスル公爵トマス・ペラム＝ホリスの推薦を受けて実入りのいいバルバドス植民地総督（年収7,000ポンド）に就任、庶民院議員を退任した。
1730年7月3日に伯父リチャード・グロバム・ハウの息子にあたる第3代準男爵サー・リチャード・グロバム・ハウが死去すると、準男爵位を継承した。
1735年3月29日にバルバドスで死去、ノッティンガムシャーのランガーで埋葬された。息子ジョージ・オーガスタスが爵位を継承した。

## 家族
1719年4月8日、シャーロット・フォン・キールマンゼック（1695年10月30日 – 1782年6月13日、ダーリントン女伯爵ゾフィア・シャルロッテ・フォン・キールマンゼックとヨハン・アドルフ・フォン・キールマンゼックの娘）と結婚、6男4女をもうけた。
- スクロープ（Scrope） - 夭折[6]
- ジョン - 夭折[6]
- ジョージ・オーガスタス（1724年ごろ – 1758年7月6日） - 第3代ハウ子爵[6]
- リチャード（1726年3月19日 – 1799年8月5日） - 第4代ハウ子爵、初代ハウ伯爵[6]
- トマス（1728年ごろ – 1771年11月14日） - 庶民院議員、生涯未婚[7]
- ウィリアム（1729年8月10日 – 1814年7月12日） - 第5代ハウ子爵[6]
- キャロライン（1814年6月28日没） - ジョン・ハウ（John Howe、1707年ごろ – 1769年9月1日）と結婚[6]
- ソフィア・シャーロット（1787年6月2日埋葬） - 1752年8月13日、ロバート・フェティプレイス（Robert Fettiplace、1730年/1731年 – 1799年1月12日）と結婚[6]
- ジュリアナ（1803年3月没）
- メアリー（1819年5月26日没） - 1763年6月21日、サー・ウィリアム・オーガスタス・ピット（英語版）と結婚、子供なし[8]